# Lake Forest (Illinois)
Lake Forest ist ein wohlhabender Vorort von Chicago, im Lake County im US-Bundesstaat Illinois am Michigansee, südlich von Waukegan, gelegen. Das U.S. Census Bureau hat bei der Volkszählung 2020 eine Einwohnerzahl von 19.367 ermittelt. Lake Forest wurde 1857 rund um sein College herum und als Station für Reisende auf den Weg nach Chicago gegründet. 

## Geografie und Entwicklung

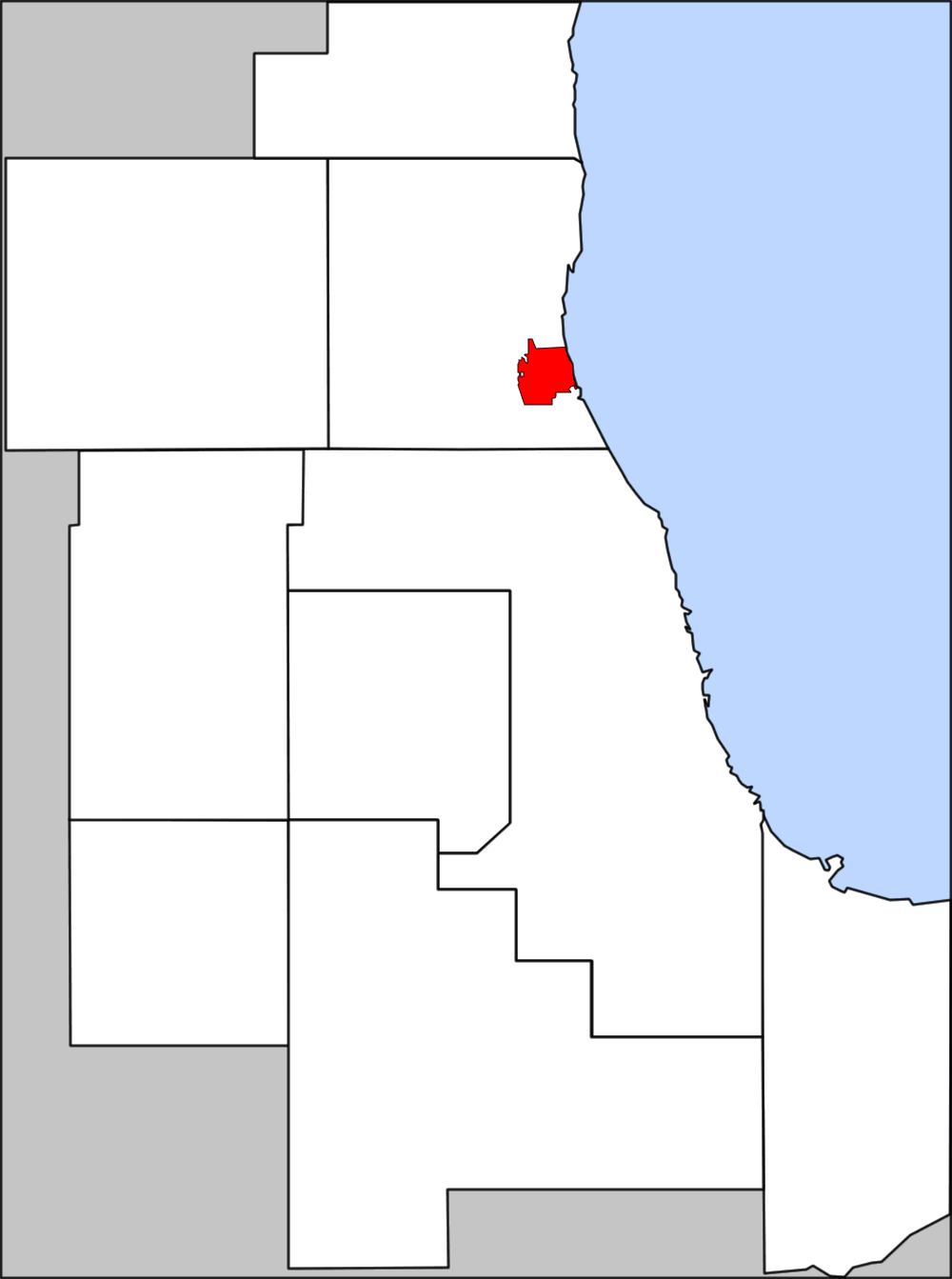
Lage von Lake Forest innerhalb der Metropolregion Chicago

Lake Forest befindet sich in der Metropolregion Chicago.
Laut dem United States Census Bureau, beträgt die Gesamtfläche der Stadt 43,8 km² (16,9 mi²), wovon 0,1 km² (0,30 %) aus Wasser besteht.
Bei der anfänglichen Entwicklung der Stadt, war ein Ziel der Stadtplanung, dass die Straßen nur begrenzten Zugang zur Stadt gewähren sollten, um Verkehr von außen zu vermeiden und die ruhige Lage von den benachbarten Gebieten abzuschirmen. Heute ist die Zugänglichkeit zwar deutlich gestiegen, z. T. wegen der weitläufigen Neubautätigkeit im Westen der Stadt, bleibt der ältere, östlichere Teil der Stadt, nahe beim Ufer des Michigansees, immer noch relativ abgelegen und gehört zu den landschaftlich reizvollsten, historischsten und architektonisch bedeutsamen Nachbarschaften der Großregion Chicago. Zu den hier befindlichen Wohnsitzen gehören solche, die von namhaften Architekten wie Howard van Doren Shaw entworfen wurden.
1967 gründete eine Gruppe zwölf langjähriger Bewohner Lake Forests eine Organisation zum Schutze unbebauter Fläche, die Lake Forest Open Lands Association (siehe #Weblinks). Ihr ausdrücklicher Zweck war es, die schnell verschwindende unbebaute Flächen der Stadt aufzukaufen oder anderweitig für den Zweck des Tierschutzes, der Wiederherstellung von Ökosystemen und der Umweltbildung zu bestimmen. In den nächsten 38 Jahren gelang es der Gruppe, ca. 300 Hektar innerhalb der Stadtgrenzen zu erwerben, die jetzt in sechs Naturreservate mit zwanzig Kilometer Wanderwege für die Öffentlichkeit zugänglich sind. Langfristig erhalten werden dadurch Feuchtgebiete, ursprüngliche (vor dem Jahr 1830 entstandene) Prärie, Waldlandschaften sowie Savanne, alle innerhalb der Stadtgrenzen.
Lake Forest hat die Auszeichnung „Tree City USA“ von der National Arbor Day Foundation in Anerkennung ihrer Selbstverpflichtung zum öffentlichen Wald erhalten. 2006 war das 26. Jahr in dem Lake Forest diese nationale Ehrung erhielt.

## Verkehr

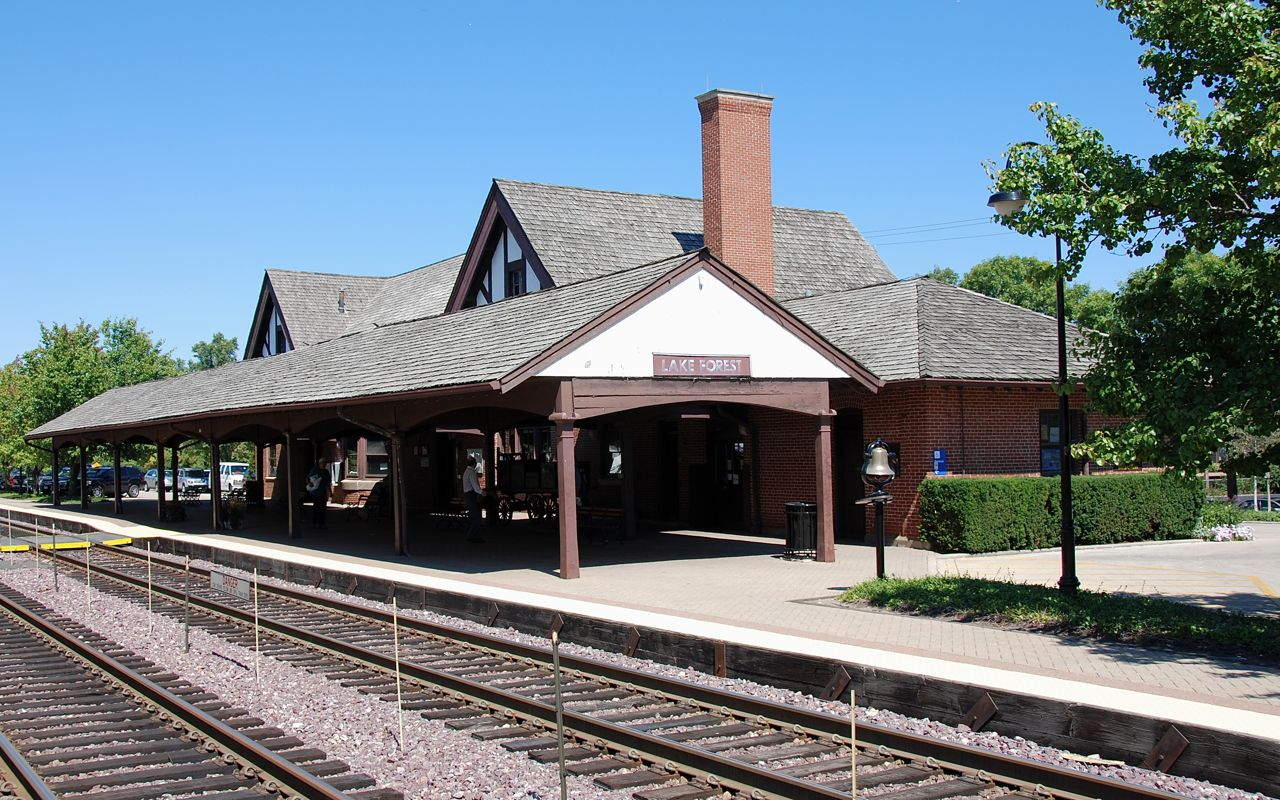
S-Bahnhof am Marktplatz

Lake Forest hat Zugang zum Interstate Highway System durch den Tri-State Tollway (I-94). Darüber hinaus verläuft der Skokie Highway (U.S. Highway 41) in nord-südlicher Richtung etwa durch die Mitte von Lake Forest. Mit weiteren Vororten von Chicago im Westen wird Lake Forest durch Illinois Route 60 angebunden. Die Union Pacific/North Line des Metra S-Bahn-Systems hat einen Bahnhof in der Ortsmitte von Lake Forest (am Marktplatz), während die Milwaukee District/North Line einen weiteren Bahnhof im westlichen Teil der Stadt unterhält.

## Kommerz und Handel

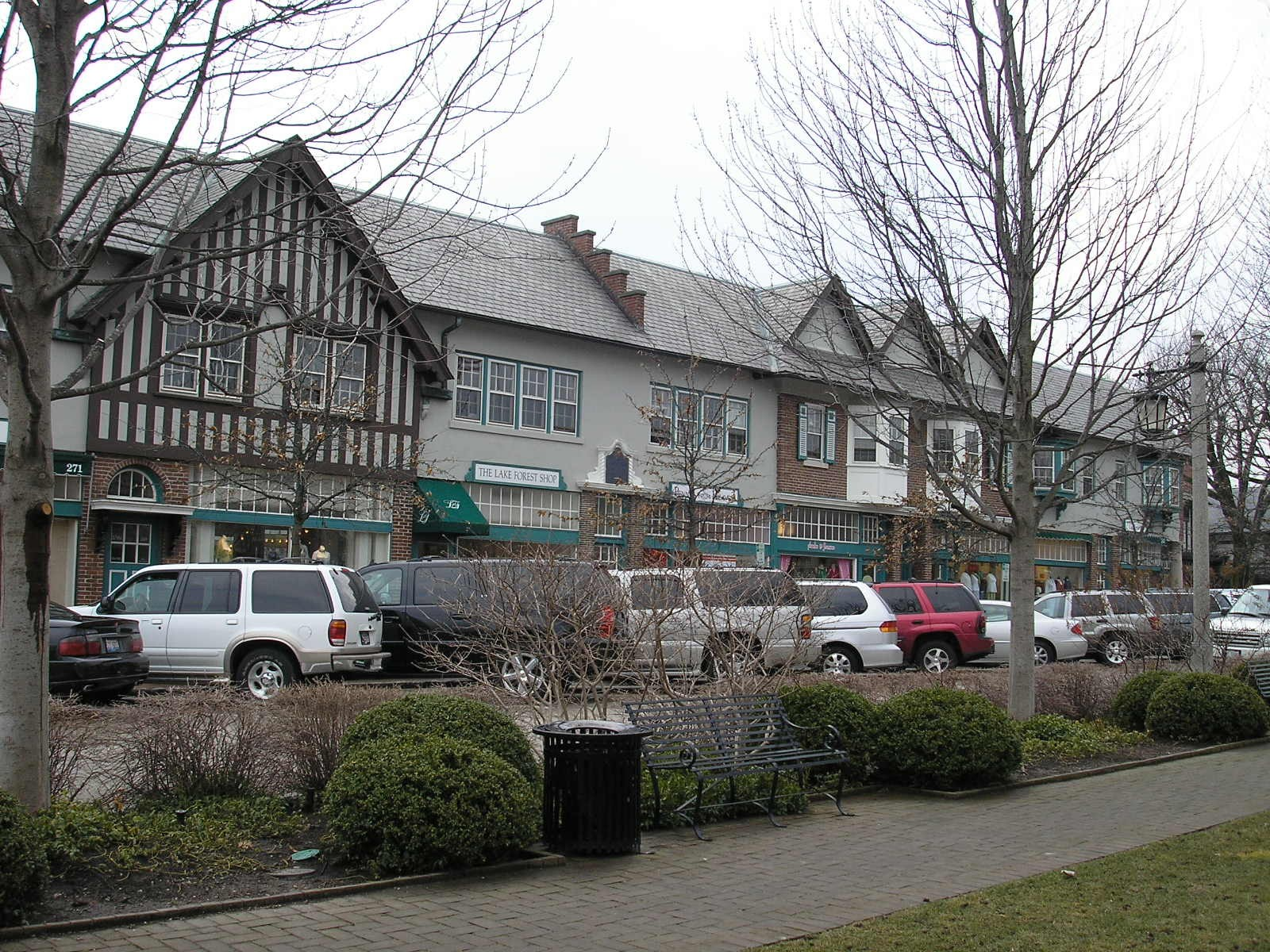
Marktplatz von Lake Forest

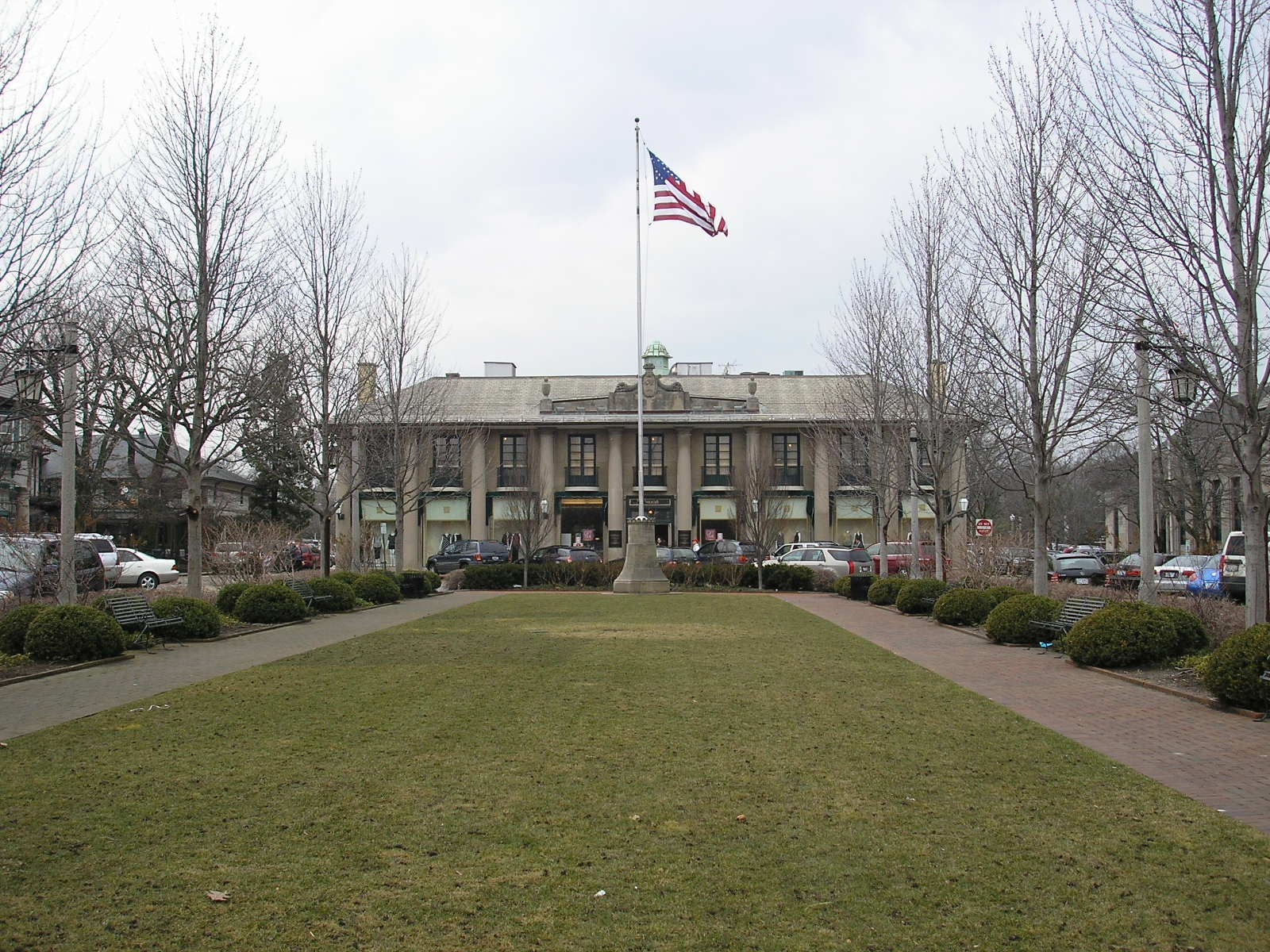
Ehemaliges Marshal Fields Kaufhaus (heute Macy’s) am Marktplatz

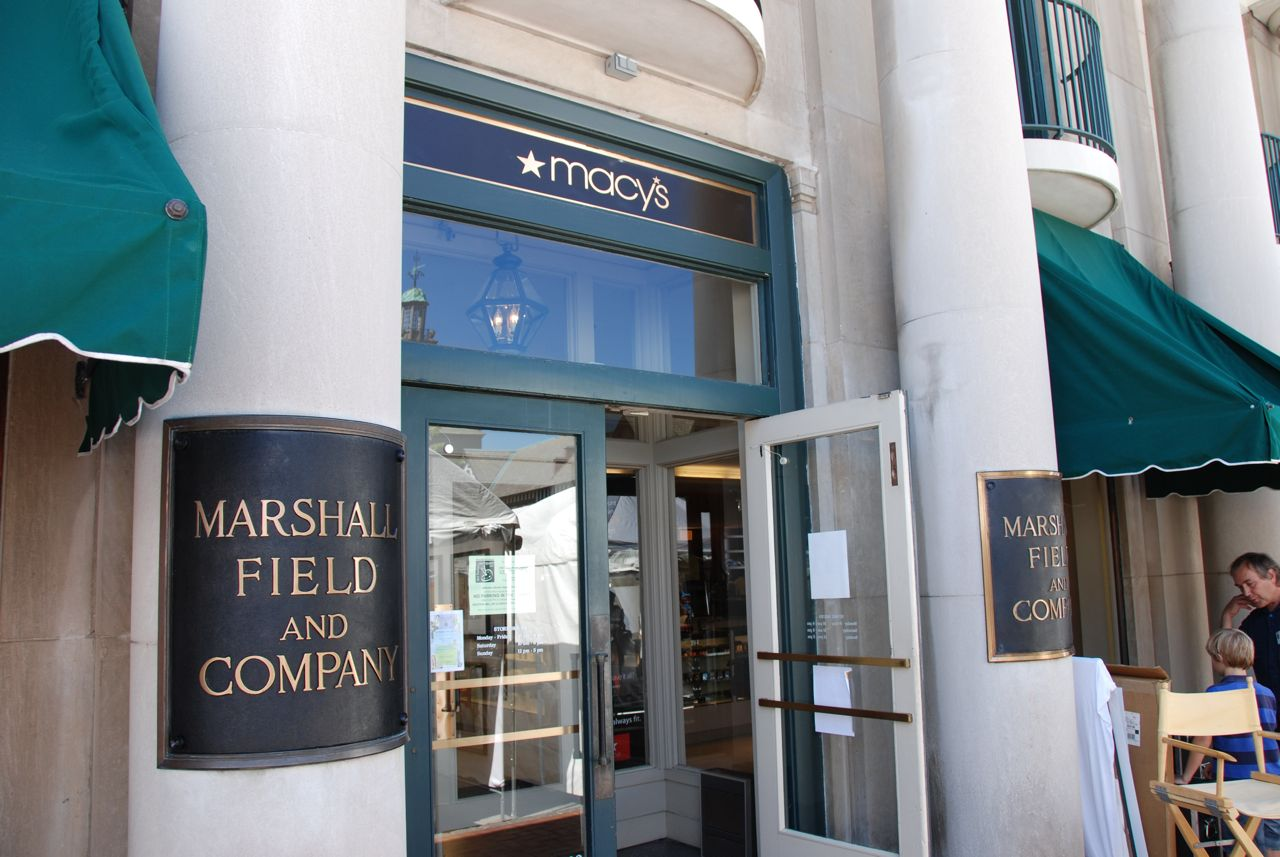
Eingang zum Kaufhaus am Marktplatz, mit Dokumentation des Namenswechsels

Die kommerzielle Entwicklung von Lake Forest hat drei Schwerpunkte; zwei davon werden durch die Eisenbahn mit eigenen Regionalbahnhöfen erschlossen. Im Ortskern befindet sich am Marktplatz ein Bahnhof der Union Pacific Railroad – die Umgebung des Marktplatzes bietet eine Mischung aus Einzelhandel, Finanzdienstleistungen und freiberuflichen Praxen, sowie auch Restaurants. Westlich davon gibt es ein weiteres Gebiet, rund um den Bahnhof der Milwaukee District North Linie und darüber hinaus bis nach „Settlers’ Square“, die ebenfalls eine Mischung aus Einzelhandel, Finanzdienstleistungen und freiberuflichen Praxen, sowie auch Restaurants vorhält. An der Nordwestgrenze der Stadt, entlang der Tri-State Tollway gibt es noch ein weiteres Gebiet, das hauptsächlich aus Büroräumen größerer Unternehmen in Office Parks besteht.
Die Stadt ist Sitz der Unternehmen W. W. Grainger, Tenneco und Brunswick Corporation und war Sitz von Hospira.

## Bildungseinrichtungen
Lake Forest beherbergt sowohl renommierte öffentliche Schulen als auch Privatschulen. Lake Forest High School ist sowohl für Lake Forest als auch das benachbarte Lake Bluff zuständig, und die meisten Absolventen besuchen anschließend wählerische Colleges. Die Montessori-Schule von Lake Forest (akkreditiert durch die AMI: Association Montessori Internationale) wird von Kindern zwischen 2 und 14 Jahre alt besucht, ist aber weniger bekannt als die Montessori-Schule im benachbarten Lake Bluff. Lake Forest Academy, auf der Westseite der Stadt, ist als Internat und Ganztagsschule eine der besten im Mittleren Westen, und wird von Schülern aus der ganzen Nation sowie weltweit besucht.

### Elementary Schools
- Deerpath Middle School (öffentlich)
- Cherokee Elementary School (öffentlich)
- Everett Elementary School (öffentlich)
- Sherdian Elementary School (öffentlich)
- School of St. Mary (privat)
- Lake Forest Country Day School (privat)

### High schools
- Lake Forest High School (öffentlich)
- Lake Forest Academy (privat)
- Woodlands Academy of the Sacred Heart (privat)

### Colleges
- Lake Forest College
- Lake Forest Graduate School of Management

## Persönlichkeiten

### Söhne und Töchter der Stadt
- Albert Blake Dick (1856–1934), Geschäftsmann
- Karl Patterson Schmidt (1890–1957), Herpetologe
- Sylvia Shaw Judson (1897–1978), Bildhauerin
- William Proxmire (1915–2005), Politiker
- Pete Wilson (* 1933), Politiker
- Joe Hickerson (* 1935), Folksänger und -forscher
- Jeff Pilson (* 1959), Musiker
- Roger Holéczy (* 1976), Eishockeyspieler
- Vincent Yarbrough (* 1981), Basketballspieler
- Matt Grevers (* 1985), Schwimmer
- Charlie Houchin (* 1987), Schwimmer
- Michael Glasder (* 1989), Skispringer
- Harry Shipp (* 1991), Fußballspieler
- Kevin Bickner (* 1996), Skispringer